# Karl Kuhn (Biologe)
Karl Kuhn (* 21. Oktober 1934 in Urach; † 23. August 2014 in Eichsel) war ein deutscher Biologe und Pädagoge. Er war Professor für Didaktik der Biologie an den Pädagogischen Hochschulen in Lörrach und Freiburg i. B.

## Leben
Kuhn legte das Abitur am Johannes-Kepler-Gymnasium in Reutlingen ab. Ab 1954 studierte er am Pädagogischen Institut (PI) in Weingarten und schloss 1956 mit dem Staatsexamen als Grund- und Hauptschullehrer ab. Nach nur kurzer Phase des Lehrerseins nahm er ein Studium der Naturwissenschaften mit Biologie als Hauptfach, Geologie und Chemie als Nebenfächer an den Universitäten Kiel, München und Tübingen auf. 1963 schloss er dieses erfolgreich mit dem Staatsexamen für den höheren Schuldienst ab. Seine wissenschaftliche Arbeit führte er 1965 zur Dissertation, seine Promotion legte er an der Eberhard Karls Universität in Tübingen ab.
Ab 1963 arbeitete Kuhn als Wissenschaftlicher Assistent an der Pädagogischen Hochschule Weingarten. 1966 wurde er an die neugegründete Pädagogische Hochschule Lörrach berufen. An der jungen, regionalen PH baute er den Fachbereich Biologie auf. Nach Auflösung der Hochschule in Lörrach 1984 wechselte er an die Pädagogische Hochschule Freiburg. Zum Ende des Sommersemesters 1998 wurde Karl Kuhn pensioniert.
Kuhn war es ein methodisches Anliegen, die Biologie als experimentell zu erschließendes Wissensfeld darzustellen und Lernenden diese im Freiland erfahrbar nahe zu bringen. Kuhn pflegte eine fruchtbare Zusammenarbeit mit dem Biologen Prof. Dr. Wilfried Probst, ursprünglich Assistent von Kuhn und später selbst Lehrender an der Bildungswissenschaftlichen Hochschule Flensburg. Aus dieser Zusammenarbeit entstehen mehrere Veröffentlichungen, darunter das zweibändige Werk eines Biologischen Grundpraktikums.
Besonders intensiv widmete Kuhn sich neben seiner Lehr- und Ausbildungstätigkeit ganz der praktischen Naturschutzarbeit und machte sich dadurch einen Namen als sachkundiger und engagierter Fachmann für Fragen des Natur- und Umweltschutzes.
Am 23. August 2014 ist Karl Kuhn in seinem Haus in Eichsel am Dinkelberg, in dem er fast 50 Jahre gelebt hatte, im Kreise seiner Familie gestorben.
Kuhn war verheiratet mit der Lehrerin Ruth geb. Spaeth, aus der Ehe entstammen zwei Töchter und zwei Söhne.

## Veröffentlichungen (Auswahl)
- zus. mit W. Probst: Biologisches Grundpraktikum. Spektrum Akademischer Verlag Fischer, Stuttgart, 4. Aufl. 1999, ISBN 978-3-437202-79-7 (Band 1) und ISBN 978-3-437201-22-6 (Band 2)
- Das Naturschutzgebiet „Altrhein Wyhlen“ In:  Das Markgräflerland, 2001, Bd. 2, S. 107–115.
- zus. mit E. Gabler: Bestandsdichte der Wasseramsel (Cinclus cinclus) an der Kleinen Wiese (Südschwarzwald) In: Naturschutz südl. Oberrhein 4, 2006. Digitalisat

## Auszeichnungen
- Verdienstmedaille in Silber der Stadt Rheinfelden für Leistungen im Rahmen der lokalen Agenda (September 2011)[5][6]
- goldene Ehrennadel Naturschutzbund Deutschland e. V. (NABU) (März 2013)[7]